# Ultra C
《Ultra C》（ウルトラC，Ultra C）是東京事變的第八張DVD，於2010年8月27日與第七張DVD《Spa & Treatment》一同發售。值得一提的是本次演唱會首度的藍光化，提供歌迷更棒的享受。DVD發行當週即賣出2.3萬張，總計銷售額3.8萬張，名列2010年年度銷售榜第48位。首次發行的藍光版本，總計銷售額為0.7萬張，名列2010年年度銷售榜第7位。

## 簡介
此張DVD是收錄東京事變《東京事變 live tour 2010 Ultra C》巡迴演唱會的其中一站，於2010年5月12日在東京國際論壇所舉行的，其演唱的歌曲及幕後花絮。
2010年6月4日在官方網站上宣布演唱會DVD即將發售，並首次發行藍光版DVD。08月9日「電波通信」、「絕體絕命」、「能動的三分間」、「最佳位置」四首歌提供歌迷觀看即下載的服務，同一天也成立了DVD特設網站。在日本08月25日發行DVD、09月8日發行藍光版，台灣則是等到08月27日才發行進口盤DVD與台壓版DVD，09月10日發行藍光的進口版。
值得賀喜的是東京事變睽違兩年的作品，不管是專輯《SPORTS》、其單曲《能動的三分間》、影音專輯及藍光專輯《Ultra C》皆在Oricon銷售榜上名列第一名，成為了名副其實的「四冠王」。

## 曲目
1. 勝戰（Win Every Fight）
2. FAIR（FAIR，FAIR）
3. 電波通信（電波通信，Put Your Antenna Up）
4. 季節再見（シーズンサヨナラ，Season SAYONARA）
5. OSCA（OSCA，OSCA）
6. FOUL（FOUL，FOUL）
7. 滿滿的財富（ありあまる富，The Invaluable）
8. 活下去（生きる，Vivre）
9. 絕體絕命（絶体絶命，Life May Be Monotonous But The Sun Shines）
10. 遭難（A Distress）
11. 修羅場（修羅場，The Rat's-nest）
12. 能動的三分間（能動的三分間，3min.）
13. 忍耐（frustration）
14. 超級巨星（スーパースター，Super Star）
15. 某都民（某都民，The citizens）
16. Killer Tune（キラーチューン，Killer-tune）
17. 衝勁（Ride Every Wave）
18. 雨天決行（雨天決行，Life Will Be Held Even If It Rains）
Encore
19. 最佳位置（スイートスポット，SWEET Spot）
20. 丸內虐待狂（丸の内サディスティック，Marunouchi Sadistic）
21. 閃光少女（閃光少女，Put Your Camera Down）
22. 到極限（極まる，Adieu）

### 特典映像
各東京事變團員在其出身地公演場次上進行的特別表演單元

## 銷售排行

### Oricon 銷售榜(日本)
| 發行日期              | 排行榜                 | 最高排名 | 第一週銷售量 | 總銷售量 | 連續上榜次數 |
| --------------------- | ---------------------- | -------- | ------------ | -------- | ------------ |
| 2010年8月25日 Ultra C | Oricon DVD日銷售排行榜 | 1        | -            | 38,206   | 17週         |
| 2010年8月25日 Ultra C | Oricon DVD週銷售排行榜 | 3        | 22,520       | 38,206   | 17週         |
| 2010年8月25日 Ultra C | Oricon DVD年銷售排行榜 | 48       | 38,206       | 38,206   | 17週         |
| 2010年8月25日 Ultra C | Oricon BD週銷售排行榜  | 1        | -            | 7,401    | 4週          |
| 2010年8月25日 Ultra C | Oricon BD年銷售排行榜  | 7        | 7,401        | 7,401    | 4週          |

### 其他銷售榜
| 名稱                  | 排行榜 | 首週   | 首週   | 最高   | 最高   | 連續上榜次數 |
| 名稱                  | 排行榜 | 排 行  | 銷售量 | 排 行  | 銷售量 | 連續上榜次數 |
| --------------------- | ------ | ------ | ------ | ------ | ------ | ------------ |
| 2010年8月25日 Ultra C |        |        |        |        |        |              |
| Soundscan：DVD Top 20 | #4     | 21,714 | #4     | 21,714 | 2週    |              |
| 台灣G-Music：影音榜   | #5     | 0.69%  | #5     | 0.69%  | 4週    |              |
| 台灣五大唱片：影音榜  | #3     | 1.18%  | #3     | 1.18%  | 1週    |              |

## 發行日期
| 國家 | 發行日期      | 發行形式      | 商品編號  | 定價      |
| ---- | ------------- | ------------- | --------- | --------- |
| 日本 | 2010年8月25日 | DVD           | TOBF-5678 | 4,200日圓 |
| 日本 | 2010年9月8日  | BD            | TOXF-5678 | 5,200日圓 |
| 台灣 | 2010年8月27日 | DVD（進口盤） | TOBF-5678 | 1,169元   |
| 台灣 | 2010年8月27日 | DVD（台壓盤） | I5181     | 489元     |
| 台灣 | 2010年9月10日 | BD（進口盤）  | TOXF-5678 | 1,069元   |

## 宣傳行程
- 衣物展示、演唱會商品販售[12]
  - 08/24～09/13　TOWER RECORDS 新宿店
  - 08/24～08/30　TOWER RECORDS 澀谷店
- 電視演出
  - 08/27(金) 「ZOOM」　Space Shower TV 　20:30〜21:00[13]
  - 08/30(月) 「東京事變MV特集」　ＶＭＣ 　19:00〜20:00[13]

## 演唱會簡介
《東京事變 live tour 2010 Ultra C》為二期東京事變第三次日本巡迴演唱會，總共在十八個城市舉辦二十二場的演唱會，為東京事變歷年來跑最多地方，同時也是最多場的巡迴演唱會，場場皆吸引爆滿的觀眾前往感受東京事變的魅力。演唱會演唱的曲目以第四張專輯《SPORTS》為主。值得一提的是，如果到了東京事變團員的出生地（千葉、福岡、大阪、島根、岡山），便會有一段特別的演出，這些表演也會收入至DVD/BD中，像是椎名林檎便在兩場的福岡演唱會上演出「黃昏泣」和「Calling You」，千葉的浮雲則是表演「Release Me」，而大阪的龜田則是自彈自唱的彈奏著自己的創作曲「閃光少女」。
而日後接受專訪時提到，巡迴演唱會進入倒數階段時，甚至把講話時間給拿掉了，讓整場演唱會下來感覺十分緊密。林檎表示會這樣做完全就是和團員、公司討論之後的結果，龜田則認為音樂密度很高是一件好事，但是他們也不想要讓觀眾聽的喘不過氣來，因此他們做了很多次修正。龜田緊接著表示雖然這次巡迴演唱會完全燃燒90分鐘，然而日復一日下來，感覺卻越來越自在，甚至到現在還會不時閃過當時的記憶，像是觀眾、各地城市風景等，而這是他以前不曾有過的經驗，所以他相信這次巡迴演唱會帶給他的感動十分巨大。

### 演出人員
東京事變第二期成員
　椎名林檎 - 主　唱・吉他手

　龜田誠治 - 貝斯手

　刄田綴色 - 鼓　手

　　浮雲　 - 吉他手

　伊澤一葉 - 鋼琴手・吉他手

### 公演會場
| 日期          | 都道府縣 | 城市     | 場館                 |
| ------------- | -------- | -------- | -------------------- |
| 日本          |          |          |                      |
| 2010年3月26日 | 埼玉縣   | 川口市   | 川口綜合文化會館     |
| 2010年3月28日 | 栃木縣   | 宇都宮市 | 宇都宮市文化會館     |
| 2010年4月3日  | 新潟縣   | 新潟市   | 新潟縣民會館         |
| 2010年4月4日  | 長野縣   | 長野市   | 長野縣縣民文化會館   |
| 2010年4月8日  | 千葉縣   | 千葉市   | 千葉縣文化會館       |
| 2010年4月10日 | 宮城縣   | 仙台市   | Sunplaza Hall        |
| 2010年4月11日 | 青森縣   | 青森市   | 青森市文化會館       |
| 2010年4月15日 | 福井縣   | 福井市   | Phoenix Plaza        |
| 2010年4月17日 | 愛知縣   | 名古屋市 | 愛知縣藝術會館       |
| 2010年4月18日 | 愛知縣   | 名古屋市 | 愛知縣藝術會館       |
| 2010年4月21日 | 福岡縣   | 福岡市   | Sunpalace Hall       |
| 2010年4月22日 | 福岡縣   | 福岡市   | Sunpalace Hall       |
| 2010年4月24日 | 大分縣   | 大分市   | iichiko 総合文化會館 |
| 2010年4月29日 | 北海道   | 札幌市   | Sapporo藝術文化會館  |
| 2010年5月8日  | 大阪府   | 大阪市   | 大阪府立國際會議場   |
| 2010年5月9日  | 大阪府   | 大阪市   | 大阪府立國際會議場   |
| 2010年5月11日 | 東京都   | 千代田區 | 東京國際論壇         |
| 2010年5月12日 | 東京都   | 千代田區 | 東京國際論壇         |
| 2010年5月15日 | 香川縣   | 高松市   | 香川縣縣民會館       |
| 2010年5月20日 | 廣島縣   | 廣島市   | 廣島市文化交流會館   |
| 2010年5月22日 | 島根縣   | 松江市   | 島根縣民會館         |
| 2010年5月23日 | 岡山縣   | 倉敷市   | 倉敷市民會館         |

### 演唱會演出曲目
1. 勝戰
2. FAIR
3. 電波通信
4. 季節再見
5. OSCA
6. FOUL
7. 滿滿的財富
8. 活下去
9. 絕體絕命
10. 遭難
11. 修羅場
12. 能動的三分間
13. 忍耐
14. 超級巨星
15. Killer Tune
16. 衝勁
17. 雨天決行
18. 最佳位置（Encore 1）
19. 透明人間（Encore 1）
20. 閃光少女（Encore 2）
21. 到極限（Encore 2）

1. 勝戰
2. FAIR
3. 電波通信
4. 季節再見
5. OSCA
6. FOUL
7. 滿滿的財富
8. 活下去
9. 絕體絕命
10. 遭難
11. 修羅場
12. 能動的三分間
13. 忍耐
14. 超級巨星
15. Release me
16. Killer Tune
17. 衝勁
18. 雨天決行
19. 最佳位置（Encore 1）
20. 透明人間（Encore 1）
21. 閃光少女（Encore 2）
22. 到極限（Encore 2）

1. 勝戰
2. FAIR
3. 電波通信
4. 季節再見
5. OSCA
6. FOUL
7. 滿滿的財富
8. 活下去
9. 絕體絕命
10. 遭難
11. 修羅場
12. 能動的三分間
13. 忍耐
14. 超級巨星
15. 黃昏泣
16. Killer Tune
17. 衝勁
18. 雨天決行
19. 最佳位置（Encore 1）
20. 透明人間（Encore 1）
21. 閃光少女（Encore 2）
22. 到極限（Encore 2）

1. 勝戰
2. FAIR
3. 電波通信
4. 季節再見
5. OSCA
6. FOUL
7. 滿滿的財富
8. 活下去
9. 絕體絕命
10. 遭難
11. 修羅場
12. 能動的三分間
13. 忍耐
14. 超級巨星
15. Calling You
16. Killer Tune
17. 衝勁
18. 雨天決行
19. 最佳位置（Encore 1）
20. 透明人間（Encore 1）
21. 閃光少女（Encore 2）
22. 到極限（Encore 2）

1. 勝戰
2. FAIR
3. 電波通信
4. 季節再見
5. OSCA
6. FOUL
7. 滿滿的財富
8. 活下去
9. 絕體絕命
10. 遭難
11. 修羅場
12. 能動的三分間
13. 忍耐
14. 超級巨星
15. Killer Tune
16. 衝勁
17. 雨天決行
18. 最佳位置（Encore）
19. 閃光少女（Encore）
20. 到極限（Encore）

1. 勝戰
2. FAIR
3. 電波通信
4. 季節再見
5. OSCA
6. FOUL
7. 滿滿的財富
8. 活下去
9. 絕體絕命
10. 遭難
11. 修羅場
12. 能動的三分間
13. 忍耐
14. 超級巨星
15. 某都民
16. Killer Tune
17. 衝勁
18. 雨天決行
19. Blackbird（Encore）（龜田誠治彈吉他自彈自唱）
20. 最佳位置（Encore）
21. 閃光少女（Encore）
22. 到極限（Encore）

1. 勝戰
2. FAIR
3. 電波通信
4. 季節再見
5. OSCA
6. FOUL
7. 滿滿的財富
8. 活下去
9. 絕體絕命
10. 遭難
11. 修羅場
12. 能動的三分間
13. 忍耐
14. 超級巨星
15. 某都民
16. Killer Tune
17. 衝勁
18. 雨天決行
19. 最佳位置（Encore）
20. 閃光少女（Encore）（龜田誠治彈吉他自彈自唱）
21. 閃光少女（Encore）
22. 到極限（Encore）

1. 勝戰
2. FAIR
3. 電波通信
4. 季節再見
5. OSCA
6. FOUL
7. 滿滿的財富
8. 活下去
9. 絕體絕命
10. 遭難
11. 修羅場
12. 能動的三分間
13. 忍耐
14. 超級巨星
15. 某都民
16. Killer Tune
17. 衝勁
18. 雨天決行
19. 最佳位置（Encore）
20. 丸內虐待狂（Encore）
21. 閃光少女（Encore）
22. 到極限（Encore）

1. 勝戰
2. FAIR
3. 電波通信
4. 季節再見
5. OSCA
6. FOUL
7. 滿滿的財富
8. 活下去
9. 絕體絕命
10. 遭難
11. 修羅場
12. 能動的三分間
13. 忍耐
14. 超級巨星
15. 某都民
16. Killer Tune
17. 衝勁
18. 雨天決行
19. 最佳位置（Encore）
20. 閃光少女（Encore）
21. 到極限（Encore）

1. 勝戰
2. FAIR
3. 電波通信
4. 季節再見
5. OSCA
6. FOUL
7. 滿滿的財富
8. 活下去
9. 絕體絕命
10. 遭難
11. 修羅場
12. 能動的三分間
13. 忍耐
14. 超級巨星
15. 某都民
16. Killer Tune
17. 衝勁
18. 雨天決行
19. （Encore）（刄田獨舞）
20. 閃光少女（Encore）
21. 到極限（Encore）

1. 勝戰
2. FAIR
3. 電波通信
4. 季節再見
5. OSCA
6. FOUL
7. 滿滿的財富
8. 活下去
9. 絕體絕命
10. 遭難
11. 修羅場
12. 能動的三分間
13. 忍耐
14. 超級巨星
15. 某都民
16. Killer Tune
17. 衝勁
18. 雨天決行
19. 母親的光輝（Encore）（伊澤自彈自唱）
20. 閃光少女（Encore）
21. 到極限（Encore）

## 演唱會報導
網路
- RO69 5/11起＜LIVE REPORT＞ （页面存档备份，存于）[15]
- excite 5/25起＜LIVE REPORT＞ （页面存档备份，存于）[15]
- MSN 5/27起＜LIVE REPORT＞[15]

雜誌
- 4/30(土) rockin'on JAPAN[15]
- 5/24(月) 日経新聞夕刊[15]
- 5/27(木) GIGS[15]
- 5/28(金) オリ☆スタ[15]
- 6/15(火) MUSICA[15]
- 6/14(月) WHAT'S IN[15]
- 6/14(月) CD&DLでーた[15]
- 6/11(金) Guitar Magazine[15]
- 6/19(木) Bass Magazine[15]
- 6/10(木) Keyboard Magazine[15]
- 6/11(金) Rhythm&Drums Magazine[15]
- 6/30(水) rockin'on JAPAN[15]
- 8/20(金) SWITCH[15]

## 外部連結
- 《Ultra C》日本特設網站

## 脚注